# Mary Nash (historienne)
Pour l’article homonyme, voir Mary Nash (actrice).
Œuvres principales
• Femmes Libres : Espagne, 1936-1939, 1977.
Mary Nash, née en 1947 en Irlande, est une professeure d’histoire contemporaine à l’université de Barcelone,.
Elle fait partie du groupe de recherche « multiculturalisme et genre » inscrit dans la même université. Elle est également fondatrice de l’association espagnole de recherche en histoire de femmes.

## Biographie
Irlandaise d’origine, Mary Nash est pionnière dans les études sur les femmes espagnoles en Espagne. Sa thèse de doctorat est intitulée « Les femmes dans les organisations de gauche en Espagne 1931-1939 » soutenue à l’université de Barcelone en 1977.
Elle recentre ensuite ses recherches à la seule période de la guerre civile espagnole de 1936-1939. Elle publie en 1975 un ouvrage consacré à l'organisation féminine libertaire Mujeres Libres, réimprimé plusieurs fois et traduit en français, allemand et italien, où elle rend visibles ces femmes encore inexistantes dans l’historiographie espagnole de l’époque,.
En 1982, elle fonde le Centre de recherches historiques sur les femmes à l'université de Barcelone, qu'elle dirige jusqu'en 1991. Elle a été présidente de l'Asociación Española de Investigación de Historia de las Mujeres (1991-1997) et co-dirige Arenal, « Revista de Historia de las Mujeres ».
Ses travaux vont évoluer de la même manière que la société espagnole. En se basant sur le travail du genre, elle s’interroge sur ces nouvelles femmes qui arrivent en Espagne et centre ses derniers travaux sur la question de l’identité, des migrants ainsi que sur la place de la femme au sein de l’immigration, son image, sa représentation, ses moyens d’insertion dans la société d’accueil.

## Œuvres
- Femmes Libres : Espagne, 1936-1939, paru en 1975 en Espagne (OCLC 1638682), traduit en français par Clémont Riot et Ines Gonzalez, La pensée sauvage, 1977, 210 p.,  (ISBN 9782859190026), (OCLC 4748680).
- L’action des femmes dans la guerre d’Espagne, in Encyclopédie politique et historique des femmes - Europe, Amérique du Nord, dir. Christine Faure, PUF, 1997.

### Articles
- Identités de genre, mécanismes de subalternité et procès d'émancipation féminine, Revista CIDOB d'Afers Internacionals, n°73/74, 2006, pp. 217-235, résumé en ligne.
- Avec Isabel Morant, Arenal - Revista de historia de las mujeres : une expérience historiographique nationale, Clio, Histoire‚ femmes et sociétés, 16|2002, lire en ligne, DOI 10.4000/clio.166.

### En espagnol, catalan, anglais et portugais
- Liste non exhaustive sur Sudoc.
- (es) Dos intelectuales anarquistas frente al problema de la mujer : Federica Montseny y Lucía Sánchez Saornil, Barcelone, Universitat de Barcelona, 1975 (OCLC 802657285)
- (en) Defying male civilization : women in the Spanish Civil War, Denver, Colo, Arden Press, coll. « Women and modern revolution series », 1995, 261 p. (ISBN 978-0-912869-15-5 et 978-0-912-86916-2).